# Jeb Bush
John Ellis "Jeb" Bush, född 11 februari 1953 i Midland, Texas, är en amerikansk politiker (republikan). 
Han var Floridas guvernör 1999-2007.

## Biografi
Jeb Bush föddes i Midland i Texas och flyttade till Houston när han var sex år gammal. Han är son till tidigare presidenten George H.W. Bush och yngre bror till förre presidenten George W. Bush.
Han har studerat vid University of Texas at Austin.
Bush har en tid arbetat vid Texas Commerce Banks kontor i Venezuela.
1984–1986 var han ordförande för republikanernas avdelning i Dade County.
Guvernörskapet i Florida vann han 1998 när han för andra gången sökte posten. Första försöket 1994 slutade det med förlust mot den sittande demokratiska guvernören Lawton Chiles. 2002 blev han omvald, något ingen republikansk guvernör tidigare lyckats med i delstatens historia.
Bland de mer kontroversiella besluten har Jeb Bush genomdrivit skattesänkningar och infört det första statligt finansierade skolpengssystemet (school vouchers).
2015 meddelade Bush att han kandiderar till president till valet 2016. Till en början var Jeb Bush en av favoriterna i det månghövdade republikanska startfältet. Men under kampanjens gång tappade han stort och hamnade långt efter Donald Trump och Ben Carson i opinionsmätningarna. Efter att ha fått knappt åtta procent i delstatsvalet i South Carolina och förlust även i Nevada avbröt Jeb Bush sin kampanj. 